# .454 Casull
.454 Casull je močan revolverski naboj, ki sta ga leta 1957 izdelala Dick Casull in Jack Fulmer.
Naboj je bil prvič predstavljen javnosti novembra 1959 v ameriški reviji Guns and Ammo. Naboj je praktično izdelan iz podaljšanega in izboljšanega tulca za naboj .45 Colt. Zato lahko naboje .45 Colt vstavimo v revolverje, izdelane za naboj .454 Casull (podobno kot lahko naboj .38 Special uporabljamo v revolverjih, izdelanih za naboj .357 Magnum in .44 Special v .44 Magnum). Zamenljivost pa zaradi daljše skupne dolžine naboja ni vzajemna.
Naboj .454 Casull uporablja netilko za puškovne naboje, saj je netilka za pištolske naboje za tako veliko smodniško polnjenje, kot ga ima Casull, preslabotna. Povprečna teža krogle za naboj .454 Casull je 250 grainov (16 g). Taka krogla doseže na ustju cevi hitrost  okoli 580 m/s, kar pomeni kinetično energijo 2,7 KJ. Pri revolverjih z daljšo (7 in 8-inčno) cevjo je ta energija sicer nekoliko nižja, kljub vsemu pa več kot primerna za lov na srednjo divjad. To je tudi osrednji namen tega naboja, ki je bil do razvoja naboja .460 Smith & Wesson Magnum in .500 Smith & Wesson Magnum najmočnejši naboj za kratkocevno orožje, še danes pa je najbolj priljubljen revolverski lovski naboj. 